# Turkije op de Olympische Winterspelen 2002
Tijdens de Olympische Winterspelen van 2002, die in Salt Lake City (Verenigde Staten) werden gehouden, nam Turkije voor de dertiende keer deel.

## Deelnemers en resultaten
(m) = mannen, (v) = vrouwen 

### Alpineskiën
| Olympiër          | Discipline | Resultaat | Prestatie                          |
| ----------------- | ---------- | --------- | ---------------------------------- |
| Atakan Alaftargil | slalom (m) | 32e       | 2.10,36 (+29,30) — 1.03,10+1.07,26 |

### Langlaufen
| Olympiër          | Discipline                       | Resultaat | Prestatie                                                       |
| ----------------- | -------------------------------- | --------- | --------------------------------------------------------------- |
| Sabahattin Oglago | sprint (m)                       | 60e       | dnq, kwal.:3.18,24 (+28,17)                                     |
| Sabahattin Oglago | 30 km vrije stijl massastart (m) | dnf       | opgave                                                          |
| Kelime Aydın      | sprint (v)                       | 56e       | dnq, kwal.:4.00,50 (+47,74)                                     |
| Kelime Aydın      | achtervolging 5 km+5 km (v)      | 67e       | niet geplaatst vrije stijl (klassiek:17.10,8 + vrije stijl:dnq) |

Amerikaanse Maagdeneilanden · Andorra · Argentinië · Armenië · Australië · Azerbeidzjan · België · Bermuda · Bosnië en Herzegovina · Brazilië · Bulgarije · Canada · Chili · China · Chinees Taipei · Costa Rica · Cyprus · Denemarken · Duitsland · Estland · Fiji · Finland · Frankrijk · Georgië · Griekenland · Groot-Brittannië · Hongarije · Hongkong · Ierland · IJsland · India · Iran · Israël · Italië · Jamaica · Japan · Joegoslavië · Kameroen · Kazachstan · Kenia · Kirgizië · Kroatië · Letland · Libanon · Liechtenstein · Litouwen · Macedonië · Mexico · Moldavië · Monaco · Mongolië · Nederland · Nepal · Nieuw-Zeeland · Noorwegen · Oekraïne · Oezbekistan · Oostenrijk · Polen · Roemenië · Rusland · San Marino · Slovenië · Slowakije · Spanje · Tadzjikistan · Thailand · Trinidad en Tobago · Tsjechië · Turkije · Venezuela · Verenigde Staten · Wit-Rusland · Zuid-Afrika · Zuid-Korea · Zweden · Zwitserland

Uitgesloten van deelname: Puerto Rico